# 庄上镇
庄上镇，是中华人民共和国山西省吕梁市柳林县下辖的一个乡镇级行政单位。

## 行政区划
庄上镇下辖以下地区：
庄上村、张家湾村、山头村、前元庄村、双枣圪达村、梨树凹村、曹家山村、付家焉村、杨家峪村、西沟村、长峪村、呼家圪台村、解家峪村、前安峪村、胶泥垄村、辉大峁村和桃卜则村。